# Imperiul Wassoulou
Imperiul Wassoulou, numit uneori Imperiul Mandinka, a fost un imperiu care a existat pentru o scurtă perioadă (1878-1898) în Africa Occidentală, ridicat ca urmare a cuceririlor conducătorului populației Malinke Samori Ture și distrus de armata colonială franceză.
În 1864, conducătorul imperiului Toucouleur, hagiul Umar Tall, a murit lângă Bandiagara, lăsând imperiul Toucouleur, dominant la acel moment, în declin, astfel că un număr de șefi s-au grăbit să se desprindă federația nou slăbită. De departe cel mai de succes dintre ei a fost Samori Touré, din ceea ce este acum sud-vestul Guineei.

## Organizarea armatei
Armata lui Samori era bine echipată cu arme de foc europene și o structură complexă de unități permanente. Armata lui era împărțită într-o aripă de infanterie formată din sclavi și o aripă de cavalerie. Până în 1887, Samori putea prezenta pe câmpul de luptă 30.000 până la 35.000 de infanteriști și aproximativ 3.000 de călăreți. Infanteria a fost împărțită în unități de 10 până la 20 de bărbați cunoscuți ca „se” sau „kulu”. Cavaleria a fost împărțită în grupe de 50 de călăreți numiți "sere". Kulu erau sub comanda unui Kun-Tigui, adică șef. Zece kulu echivalau un bolo (100-200 de bărbați). Bolo, care în limba Banmana se traduce prin „braț”, era o unitate numai de infanterie. Bolo kun-tigui comanda această unitate.

## Extindere
Campania lui Samori a trecut mai întâi peste vecinii săi, Bérété și Cissé, apoi în regiunea Wassoulou (granița dintre Guineea și Mali de azi). În 1876, a protejat minele de aur Buré, iar până în 1878, poziția sa era suficient de sigură pentru a se declara oficial faama (lider militar) al unui nou imperiu Wassoulou.
Cuceririle ulterioare au inclus Kankan, un centru important de tranzacționare al populației Malinke, și porțiuni din ceea ce sunt părți din Sierra Leone și nordul Coastei de Fildeș.

## Războaiele Mandinga
Din 1880 până la moartea sa, ambiției lui Samori i s-a opus expansiunea francezilor. A intrat în luptă împotriva armatei coloniale, învingându-i în mai multe rânduri, inclusiv o victorie importante la 2 aprilie 1882, la Woyowayanko, în fața artileriei grele franceze.
Cu toate acestea, Samori a fost obligat să semneze mai multe tratate prin care a cedat teritorii francezilor între 1886 și 1889. Samori a început o retragere constantă, dar înfrângerea altor armate de rezistență, în special cea a lui Babemba Traoré la Sikasso, a permis armatei coloniale să lanseze un atac concentrat împotriva forțelor lui. La 29 septembrie 1898, a fost capturat de comandantul francez Goudraud și exilat în Gabon, marcând sfârșitul Imperiului Wassoulou.